# Guelord Kola Biasu
Guelord Kola Biasu (18 april 1993) is een Belgische atleet van Congolese afkomst, die zich heeft toegelegd op de sprint. Hij werd tot op heden eenmaal Belgisch kampioen.

## Loopbaan
Kola Biasu kwam pas in 2012 naar België en begon met atletiek bij FC Liègeois Athlétisme. Omdat er bij die club te weinig sprinters waren stapte hij over naar Seraing Athlétisme, de club van onder anderen Jean-Marie Louis en Robin Vanderbemden.
In 2019 werd Kola Biasu voor het eerst Belgisch indoorkampioen op de 60 m.

## Belgische kampioenschappen
Indoor
| Onderdeel | Jaar |
| --------- | ---- |
| 60 m      | 2019 |

## Persoonlijke records
Outdoor
| Onderdeel | Prestatie | Wind     | Datum       | Plaats  |
| --------- | --------- | -------- | ----------- | ------- |
| 100 m     | 10,50 s   | +1,0 m/s | 8 juli 2018 | Brussel |

Indoor
| Onderdeel | Prestatie | Datum            | Plaats |
| --------- | --------- | ---------------- | ------ |
| 60 m      | 6,78 s    | 18 februari 2017 | Gent   |

## Palmares

### 60 m
- 2019:  BK indoor AC – 6,78 s
- 2022:  BK indoor AC – 6,85 s

### 100 m
- 2018:  BK AC – 10,50 s